# Hate for Sale
Hate for Sale è l'undicesimo album in studio del gruppo musicale anglo-statunitense The Pretenders, pubblicato nel 2020.

## Tracce
1. Hate for Sale – 2:30
2. The Buzz – 3:51
3. Lightning Man – 2:57
4. Turf Accountant Daddy – 3:05
5. You Can't Hurt a Fool – 3:19
6. I Didn't Know When to Stop – 2:24
7. Maybe Love Is in NYC – 3:25
8. Junkie Walk – 2:45
9. Didn't Want to Be This Lonely – 2:56
10. Crying in Public – 3:17

## Formazione
- Martin Chambers – batteria
- Chrissie Hynde – chitarra, voce
- James Walbourne – chitarra
- Nick Wilkinson – basso